# Parc La Paloma
Parc La Paloma (Parc Le Pigeon) est un grand parc naturel et citadin situé sur les pentes de Benalmádena à une centaine de mètres de la cote touristique. Il renferme une grande diversité de faune et de flore sur un espace étendu comprenant des lacs, des cages à autruches, à boucs, et à d’autres bêtes exotiques. D'autres créatures y sont en liberté tels les paons, les cygnes ou encore les lapins. Le parc tient son nom du grand nombre de pigeons qui viennent se poser sur ses terrasses et que les badauds entretiennent par de la nourriture. C'est aussi un jardin d'exposition et d'essai botanique.

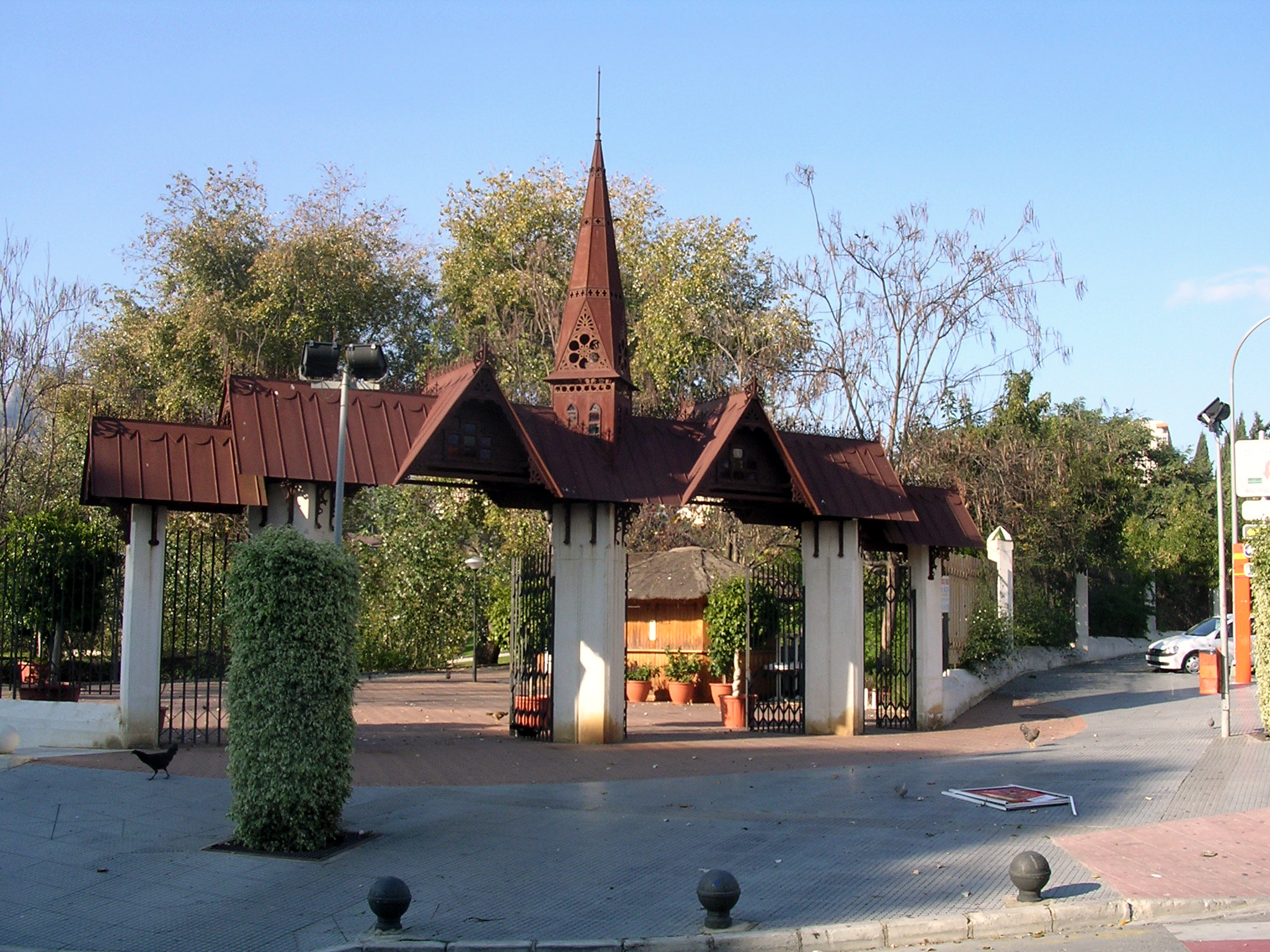
Entrée du parc
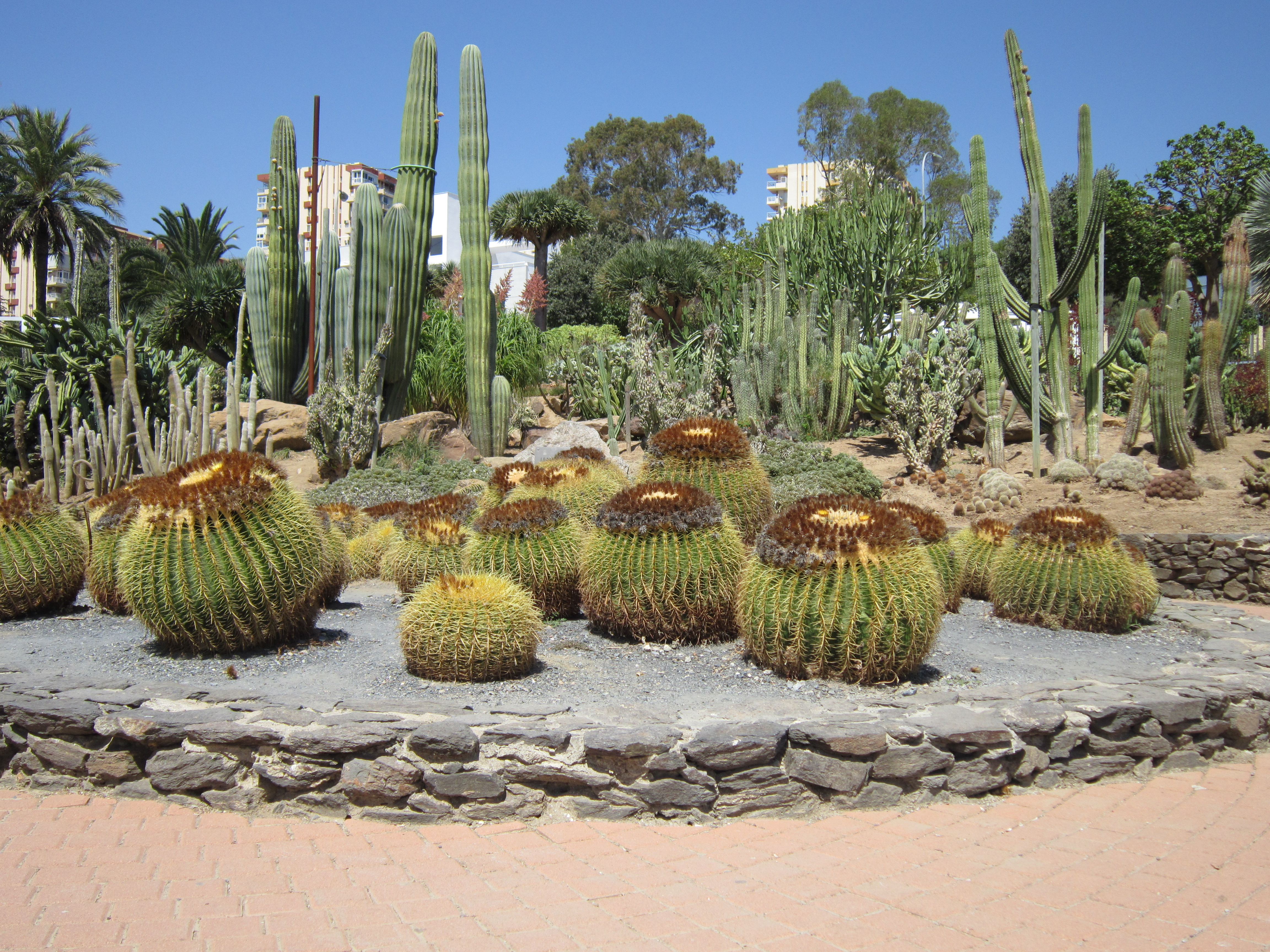
Le jardin d'essais
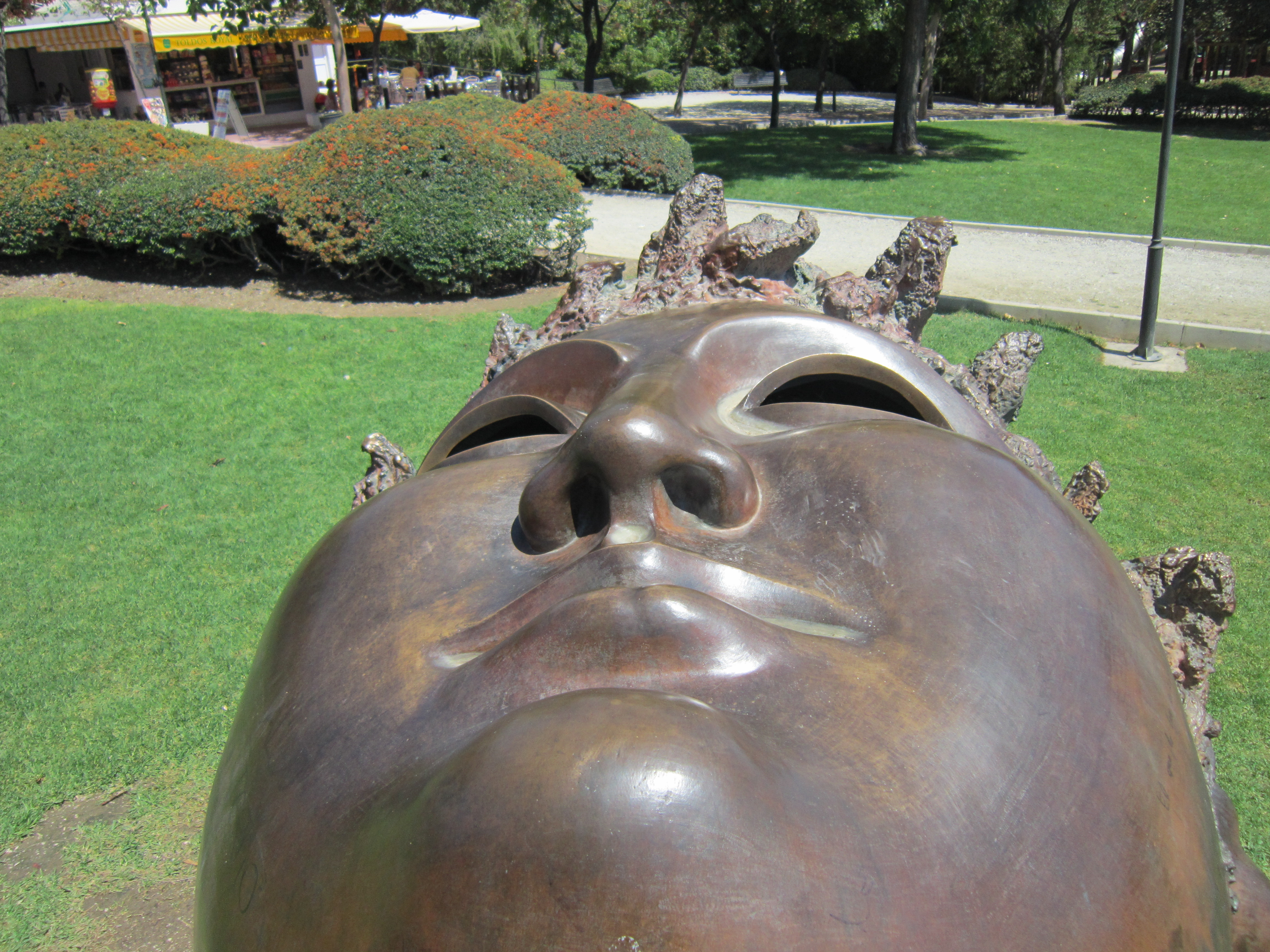
Sculptures géantes sur les pelouses
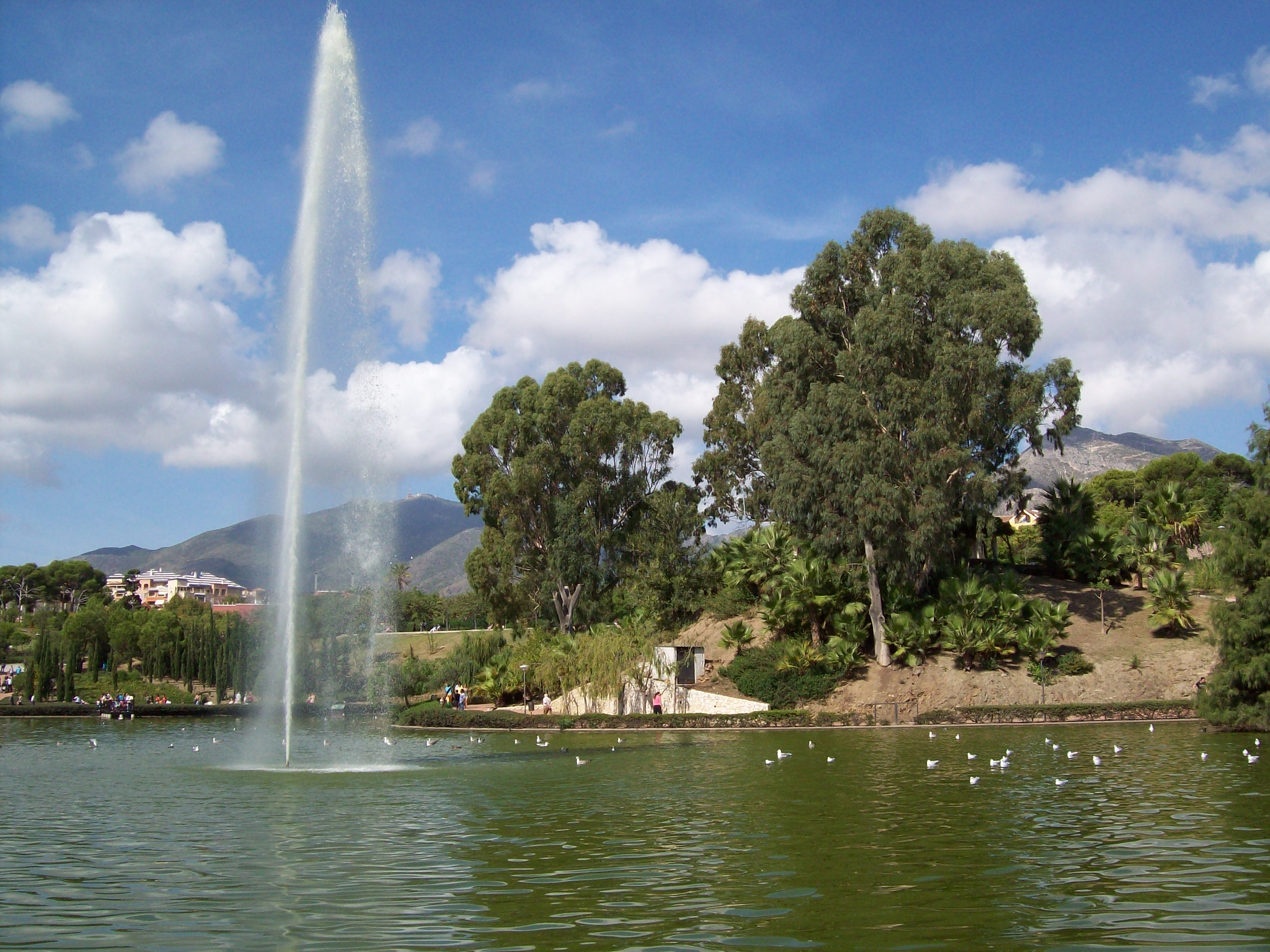
Le grand lac aux canards